# Opération Conjunto Michoacán

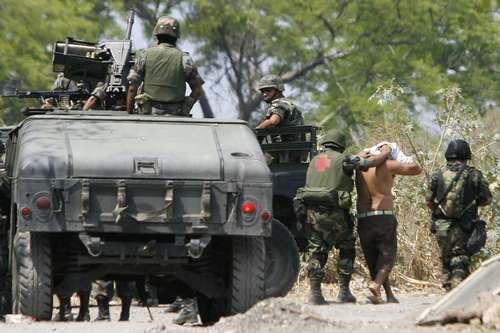
Arrestations par l'armée mexicaine dans le Michoacán, 4 avril 2007.

 (juillet 2023).
L'opération Conjunto Michoacán (Operativo Conjunto Michoacán) est une opération anti-narcotrafiquants organisée par le Mexique dans l'État du Michoacán, où s'affrontent notamment le cartel du Golfe au cartel de Sinaloa, associé à Los Valencia (ou cartel du Milenio).

## Début de l'opération
Initiée le 11 décembre 2006 par le président Felipe Calderón, alors que les violences ont fait plus de 500 morts dans l'année , l'opération associe la police (fédérale et locale) à l'armée, avec un déploiement initial de 5 000 hommes, et marque une étape importante dans la militarisation du conflit. Outre sécuriser ports et routes, en installant des check-points, l'opération vise à éradiquer des cultures (notamment de marijuana) et à mettre en œuvre des mandats d'arrestations.
Elle est coordonnée au début par Gerardo Garay Cadena, le chef de la police fédérale préventive et un proche du ministre Genaro García Luna. Ce dernier est ensuite arrêté et incarcéré en 2008 en raison d'accusations de liens avec le cartel de Sinaloa. 
Cette opération qui est la première du genre depuis l'opération Mexique sûr, est effectuée sous la présidence de Vicente Fox à partir de juin 2005. Elle vise à mettre un terme aux violences à Nuevo Laredo  dans l'État frontalier du Tamaulipas. Elle a été vivement critiquée en raison de ses maigres résultats en plus d'accusation de violations de droits de l'homme .
L'opération Michoacán est lancée avec l'accord du gouverneur Lázaro Cárdenas Batel (PRI) qui demande, depuis plusieurs années , l'appui du gouvernement fédéral qui est aux mains du PAN depuis l'élection de Fox en 2000.

## Résultats et critiques
En mai 2007, le président de la Commission nationale des droits de l'homme, José Luis Soberanes (en), déclare qu'au moins 52 plaintes pour violations des droits de l'homme effectuées par les militaires ont été enregistrées à la suite de cette opération armée. Soberanes prône de revenir sur la militarisation du conflit, demandant que la police soit exclusivement chargée des opérations anti-stupéfiants et critiquant ainsi frontalement la stratégie adoptée par Felipe Calderon.
Le résultat exact de l'opération, qui demeure en cours[Quand ?], est inconnu, les autorités se refusant à publier des bilans.